# لهزن
لهزن (به آلمانی: Lehsen) یک منطقهٔ مسکونی در آلمان است که در ویتنبورگ واقع شده‌است. لهزن ۳۵۳ نفر جمعیت دارد.